# Alessandro Damiano
Alessandro Damiano (Trapani, 13 luglio 1960) è un arcivescovo cattolico italiano, dal 22 maggio 2021 arcivescovo metropolita di Agrigento.

## Biografia
Alessandro Damiano è nato il 13 luglio 1960 a Trapani, omonima provincia (oggi libero consorzio comunale) e diocesi, in Sicilia.

### Formazione e ministero sacerdotale
Dopo le scuole medie ha frequentato l'istituto tecnico commerciale, dove ha conseguito il diploma nel 1979. Ha seguito il cammino di formazione sacerdotale presso il Pontificio Seminario Romano Maggiore, l'Accademia alfonsiana, dove nel 1995 si è licenziato in teologia morale, e la Pontificia università "San Tommaso d'Aquino", ottenendo infine la licenza in diritto canonico nel 2002.
Al termine del soggiorno di studio a Roma, è stato ordinato diacono il 25 ottobre 1986, nella basilica di San Giovanni in Laterano, per imposizione delle mani del cardinale Ugo Poletti, vicario generale per la diocesi di Roma e arciprete della stessa basilica. Rientrato in Sicilia, ha ricevuto l'ordinazione sacerdotale il 24 aprile 1987, nella cattedrale di San Lorenzo a Trapani, per imposizione delle mani di Emanuele Romano, ordinario diocesano; si è incardinato, ventiseienne, come presbitero della diocesi natale.
Nel 1995 è stato nominato docente stabile di teologia morale presso l'istituto di scienze religiose di Trapani, nella cui diocesi, dal 1998, per cinque anni, ha svolto i ruoli di cancelliere di curia e direttore dell'ufficio catechistico diocesano.
Nel 2000 è stato nominato difensore del vincolo presso il Tribunale ecclesiastico diocesano di Trapani dal vescovo Francesco Miccichè. Lo stesso anno ha ricevuto la nomina ad assistente ecclesiastico del gruppo scout Trapani 5 e nel 2005 ha lasciato questi incarichi divenendo vicario giudiziale del Tribunale ecclesiastico diocesano e parroco presso la parrocchia di Cristo Re ad Erice. Dal 2009 al 2012 ha ricoperto l'incarico di parroco presso la parrocchia di Santa Teresa del Bambino Gesù e di Maria Ausiliatrice a Trapani.
Dall'ottobre 2012 al settembre 2015 è stato assistente spirituale della Fondazione Auxilium sita in Valderice.
Dal 2013 è stato giudice del tribunale ecclesiastico siciliano, mentre dal 2014 al 2020 è stato anche vicario generale della diocesi di Trapani e rettore della chiesa di San Francesco di Paola a Trapani.

### Ministero episcopale
Il 30 aprile 2020 papa Francesco lo ha nominato, cinquantanovenne, arcivescovo coadiutore di Agrigento. Ha ricevuto l'ordinazione episcopale il successivo 5 settembre, nella cattedrale di San Gerlando ad Agrigento, per imposizione delle mani del cardinale Francesco Montenegro, arcivescovo metropolita di Agrigento, assistito dai co-consacranti monsignori Pietro Maria Fragnelli, vescovo di Trapani, e Giuseppe Mani, arcivescovo emerito di Cagliari.
Il 22 maggio 2021, con l'accettazione della rinuncia per motivi d'età del settantacinquenne cardinale Montenegro, che aveva guidato la diocesi per tredici anni, è succeduto per coadiutoria come arcivescovo metropolita di Agrigento.
Il 5 settembre 2021 gli è stato imposto il pallio dall'arcivescovo Emil Paul Tscherrig, nunzio apostolico in Italia e San Marino; nella stessa occasione ha celebrato il primo anniversario della sua ordinazione episcopale.

## Stemma e motto
Blasonatura
Partito - semitroncato; nel 1º d'azzurro, alla torre d'argento merlata di cinque pezzi, murata di nero aperta e finestrata del campo, fondata sul mare fasciato ondato d'argento e del campo di 8 pezzi e attraversata da una sbarra diminuita d'oro; nel 2º d'argento, al ramo di mandorlo reciso e fiorito al naturale; nel 3º d'oro, al melograno gambuto e fogliato di 4 pezzi al naturale.
Spiegazione
Lo stemma indica il programma pastorale verso cui monsignor Damiano indirizza il proprio ministero episcopale.
In esso sono presenti il melograno, il ramo di mandorlo, il mare, la torre e la fascia dorata; ciascuno di questi elementi esprime un significato specifico, legato alla tradizione araldica, all'iconografia cristiana e al territorio delle diocesi di Agrigento e Trapani.
- Il melograno rappresenta la comunione ecclesiale, Corpo mistico di Cristo, che racchiude in sé il popolo, così come fa il frutto con i suoi chicchi, ed è redento dalla Passione di Gesù, simboleggiata dal colore vermiglio. La Chiesa, dunque, è sacramento di unità affinché tutti i suoi membri siano al servizio dell'umanità per l'edificazione del Regno di Dio.
- Il ramo di mandorlo fiorito simboleggia la vigilanza, che il vescovo deve avere sul popolo a lui affidato, infatti etimologicamente egli è "colui che vigila", dal greco "epískopos". Inoltre, i mandorli sono degli alberi tipici del territorio agrigentino per il quale rappresenta un simbolo di primavera e di amicizia fra i popoli.
- Il mare con le sue onde indica il cammino della Chiesa tra gli eventi della storia. La sua presenza sullo stemma è un riferimento al Mar Mediterraneo e alle terre da cui sono bagnate, tra cui la Sicilia. In questo modo si sottolinea l'attuale missione della Chiesa nell'accoglienza dei migranti, nel dialogo interreligioso e nella pace fra diverse culture, specialmente in queste regioni.
- La torre rappresenta la stabilità e la fortezza, che deve avere un vescovo per governare, insegnare e santificare il popolo a lui affidato. Essa è presente negli stemmi comunali di Agrigento e Trapani, e vuole indicare sia il legame fra le due città e diocesi, ma anche l'importanza di abitare il territorio. Simboleggia anche la Vergine Maria, che nella tradizione cristiana è invocata come Torre di Davide e Torre d'Avorio, e alla quale l'arcivescovo affida il suo ministero.
- La fascia dorata rappresenta l'azione dello Spirito Santo che, come una luce divina, attraversa la vita della Chiesa e la storia dell'intera umanità.

Motto
Il motto, scritto in latino, è "Servare unitatem Spiritus", cioè "Conservare l'unità dello Spirito" ed è tratto dalla Lettera agli Efesini, capitolo 4, versetto 3:
(Lettera agli Efesini 4, 1.3)

## Genealogia episcopale
La genealogia episcopale è:
- Cardinale Scipione Rebiba
- Cardinale Giulio Antonio Santori
- Cardinale Girolamo Bernerio, O.P.
- Arcivescovo Galeazzo Sanvitale
- Cardinale Ludovico Ludovisi
- Cardinale Luigi Caetani
- Cardinale Ulderico Carpegna
- Cardinale Paluzzo Paluzzi Altieri degli Albertoni
- Papa Benedetto XIII
- Papa Benedetto XIV
- Papa Clemente XIII
- Cardinale Marcantonio Colonna
- Cardinale Giacinto Sigismondo Gerdil, B.
- Cardinale Giulio Maria della Somaglia
- Cardinale Carlo Odescalchi, S.I.
- Cardinale Costantino Patrizi Naro
- Cardinale Lucido Maria Parocchi
- Papa Pio X
- Cardinale Gaetano De Lai
- Cardinale Raffaele Carlo Rossi, O.C.D.
- Arcivescovo Gilla Vincenzo Gremigni, M.S.C.
- Cardinale Ugo Poletti
- Arcivescovo Giovanni Marra
- Cardinale Francesco Montenegro
- Arcivescovo Alessandro Damiano

## Pubblicazioni
- Lilli Genco e Alessandro Damiano, Rosario Livatino. La lezione del giudice ragazzino, collana "I giganti", Di Girolamo, 2021, ISBN 8897050883.